# Tomares illuminata
Tomares illuminata är en fjärilsart som beskrevs av Turati 1924. Tomares illuminata ingår i släktet Tomares och familjen juvelvingar. Inga underarter finns listade i Catalogue of Life.